# 滝口俊子
滝口 俊子（たきぐち としこ、1940年 - ）は、日本の心理学者。専攻は臨床心理学・深層心理学。

## 人物
立教女学院短期大学名誉教授。放送大学名誉教授。臨床心理士。
東京都生まれ。
- 立教大学文学部心理学科卒業。
- 立教大学大学院文学研究科心理学専攻教育学専修修了。
- 慶應義塾大学医学部神経科に入局。
- 京都大学研修員。
- 立教女学院短期大学幼児教育科助教授、教授。
- 京都文教大学人間学部臨床心理学科教授
- 放送大学教授。

- 2011年、日本心理臨床学会賞受賞[1]。

## 著書
- 『子どもと生きる心理学』法蔵館　1996
- 『夢との対話 : 心理分析の現場』トランスビュー 2014 ISBN 978-4-7987-0153-0

## 共編著
- 『スクールカウンセラーがすすめる112冊の本 子どもにかかわるすべての人たちへ』田中慶江共編　創元社　1999
- 『スーパーヴィジョンを考える』鑪幹八郎共編著　誠信書房　2001
- 『臨床心理学特論』橘玲子、馬場謙一共編著　放送大学　2002
- 『困ったときの子育て相談室』河合隼雄、古平金次郎共著 e-mama編集部編　創元社　2003
- 『心理臨床の世界』桑原知子共編著　放送大学　2003
- 『不確かさの中を 私の心理療法を求めて』神田橋條治共著　創元社　2003
- 『真実を求めて 司祭と臨床心理士の対話』速水敏彦共著　聖公会出版　2004
- 『新臨床心理学』橋口英俊共編著　八千代出版　2004
- 『学校臨床心理学』新訂 編著　放送大学　2005
- 『スクールカウンセリング』倉光修共編著　放送大学　2005
- 『こころとからだ 人間を理解する』岩永雅也、佐藤禮子共編著　放送大学　2007
- 『事例に学ぶスクールカウンセリングの実際』村山正治共編　創元社　2007
- 『乳幼児・児童の心理臨床』編著　放送大学　2007
- 『家族心理臨床の実際 保育カウンセリングを中心に』上里一郎監修 東山弘子共編　ゆまに書房　2008　シリーズこころとからだの処方箋
- 『河合隼雄のスクールカウンセリング講演録』村山正治共編　創元社　2008
- 『保育カウンセリング』山口義枝共編著　放送大学　2008
- 『学校臨床心理学特論』高石浩一共編著　放送大学　2009
- 『現場で役立つスクールカウンセリングの実際』村山正治共編　創元社　2012
- 『子育て知恵袋 子どもを健やかに育てるために』渡邊明子、井上宏子、坂上頼子共編著　福村出版　2012
- 『心理臨床とセラピストの人生 関わり合いのなかの事例研究』大村哲夫、佐藤雅明共編著　創元社　2015 ISBN 978-4-422-11581-8
- 『保育と心理臨床をつなぐ 保育者・心理職・保護者の協働をめざして』井上宏子、井口眞美共編著　ミネルヴァ書房　2018 ISBN 978-4-623-08337-4

## 参考サイト
- “スク－ルカウンセリング / 滝口 俊子【著】 - 紀伊國屋書店ウェブストア オンライン書店 本、雑誌の通販、電子書籍ストア”.   紀伊國屋書店. 2021年9月12日閲覧。